# Nachal Calif
Nachal Calif (hebrejsky נחל צליף) je vádí v jižním Izraeli, v severozápadní části Negevské pouště.
Začíná v nadmořské výšce necelých 100 metrů východně od vesnice Nirim. Směřuje pak k severozápad zemědělskou krajinou, která díky soustavnému zavlažování ztratila svůj pouštní charakter. Koryto vádí se mírně zařezává do okolního terénu a vytváří kaňon, jehož dno a svahy jsou pokryty vegetací. Zprava pak ústí do vádí Nachal Asaf.